# Xã Haw Creek, Quận Bartholomew, Indiana
Xã Haw Creek (tiếng Anh: Haw Creek Township) là một xã thuộc quận Bartholomew, tiểu bang Indiana, Hoa Kỳ. Năm 2010, dân số của xã này là 3.905 người.